# Ashley Charles
Ashley Charles (New Forest, Hampshire) es un actor inglés.

## Carrera
En el 2013 se unió al elenco principal de la serie The White Queen donde interpretó al príncipe de gales Edward V. 
Ese mismo año apareció como invitado en la serie Reign donde interpretó al sirviente Colin, que tiene una relación con Lady Lola una de las mejores amigas y damas de Mary, Colin es asesinado por Sebastian "Bash" de Poitiers como sacrificio.
En el 2014 interpretó a Jesse Zeklos, un vampiro real capaz de manipular el fuego en la película Vampire Academy: Blood Sisters junto a los actores Olga Kurylenko, Joely Richardson y Gabriel Byrne.
En el 2015 apareció como invitdo en el cuarta episodio de la primera temporada de la serie X Company donde interpretó al soldado Walter, un joven que debe ser rescatado por el equipo luego de que su avioneta cayera durante una operación.

## Filmografía

### Series de Televisión
| Año  | Título          | Personaje                   | Notas                     |
| ---- | --------------- | --------------------------- | ------------------------- |
| 2015 | X Company       | Walter                      | episodio "Sixes & Sevens" |
| 2013 | Reign           | Colin McPhail               | 2 episodios               |
| 2013 | The White Queen | Edward V, Príncipe de Gales | 3 episodios               |

### Películas
| Año  | Título                         | Personaje      | Notas |
| ---- | ------------------------------ | -------------- | --- |
| 2015 | And Then I Was French          | Charles        | junto a Joanna Vanderham, Lewis Rainer, Tom Forbes, Albane Courtois, Olivia Poulet, Patrick Fryer & Michael Koltes |
| 2014 | Vampire Academy: Blood Sisters | Jesse Zeklos   | junto a Olga Kurylenko, Sarah Hyland, Zoey Deutch, Joely Richardson, Gabriel Byrne & Cameron Monaghan              |
| 2013 | All Is by My Side              | Keith Richards | junto a Hayley Atwell, Imogen Poots, Burn Gorman & André Benjamin                                                  |
| 2010 | White Buffalo                  | Adie           | corto - junto a Christian Ryden, Gemma Cooper, Nigel Mattison, Hannah Bates & Craig Russell                        |

### Teatro
| Año | Título           | Personaje           | Director (a)  | Teatro               |
| --- | ---------------- | ------------------- | ------------- | -------------------- |
| -   | Northanger Abbey | James Morland       | Harry Meacher | Traffic Of The Stage |
| -   | White Liar       | Tom                 | -             | -                    |
| -   | Black Snow       | Likospastov/Yelagin | -             | -                    |
| -   | Tartufee         | Valere              | -             | -                    |